# Le Chevalier au papegau
Le Chevalier au papegau is een anonieme middeleeuwse tekst die dateert uit het eind van het 14e eeuw of het begin van de 15e eeuw.  
Het is een late roman over de Arthur-legende, geschreven in proza in Middelfrans. Het vertelt de avonturen van koning Arthur, die wordt voorgesteld als ronddwalende ridder, gewapend met zijn beroemde zwaard Excalibur, dat in dit verhaal "Chastiefol" genoemd wordt. Arthur Pendragon wordt tijdens zijn reis vergezeld door een gevleugelde metgezel, een papegau, een soort papegaai, een exotisch dier, dat zeer gewaardeerd werd door rijke heren in de middeleeuwse periode vanwege zijn zeldzaamheid, zijn esthetische en taalkundige kwaliteiten en zijn trouw. Deze papegaai speelt aan zijn zijde de rol van minstreel. De papegaai zingt over de bekwaamheid van zijn meester.
De roman begint op Pinksteren, wanneer Arthur wordt gekroond in de stad Camelot. Het verhaal eindigt met de dood van de legendarische held. Het is een hoofse roman tussen de ridder met de papegaai en een dame met blond haar. De papegaai is de bevoorrechte getuige van deze hoffelijke relatie en prijst de verdiensten van zijn meester en de kwaliteiten van de dame. 
Het thema van de papegaai die als tussenpersoon dient tussen de ridder en de dame is ongetwijfeld ontleend aan Las novas del papagay, een gedicht van de Occitaanse troubadour Arnaut de Carcasses. Le Chevalier au papegeau is de enige Arthur-roman waarvan de held koning Arthur Pendragon zelf is. De eerste editie van Le Chevalier au papegau hebben we te danken aan de Duitse romanschrijver Ferdinand Heuckenkamp, een uitgave die in 1896 gepubliceerd werd in Halle in Duitsland.